# Northrop Tacit Blue
Northrop Tacit Blue — американский экспериментальный самолёт корпорации Northrop Corporation, созданный для отработки технологии «Стелс».

## Разработка
Программа «Tacit Blue Technology», представленная ВВС США 30 апреля 1976 года, была разработана для того, чтобы доказать, что такой самолёт может непрерывно отслеживать в глубоком тылу противника и предоставлять наземному командному центру информацию о целях в реальном времени.
В декабре 1976 года DARPA и ВВС США инициировали программу экспериментального наблюдения за самолётами «Battlefield Surveillance» (BSAX), которая была частью более крупной программы ВВС под названием «Pave Mover». Целью программы BSAX была разработка эффективного самолёта-разведчика с низкой вероятностью перехвата радарами и другими средствами обнаружения, который мог бы работать вблизи линии фронта с высокой степенью выживаемости.
«Tacit Blue» представлял собой компонент более крупной программы «Assault Breaker», которая предназначалась для проверки концепции массированных атак на движущиеся бронированные соединения с использованием интеллектуальных боеприпасов. Он был призван продемонстрировать ряд инновационных достижений в технологии невидимости.
Технология радарного датчика, разработанная для «Tacit Blue», превратилась в радар, который в настоящее время используется самолётом Boeing E-8 JSTARS.

## Конструкция

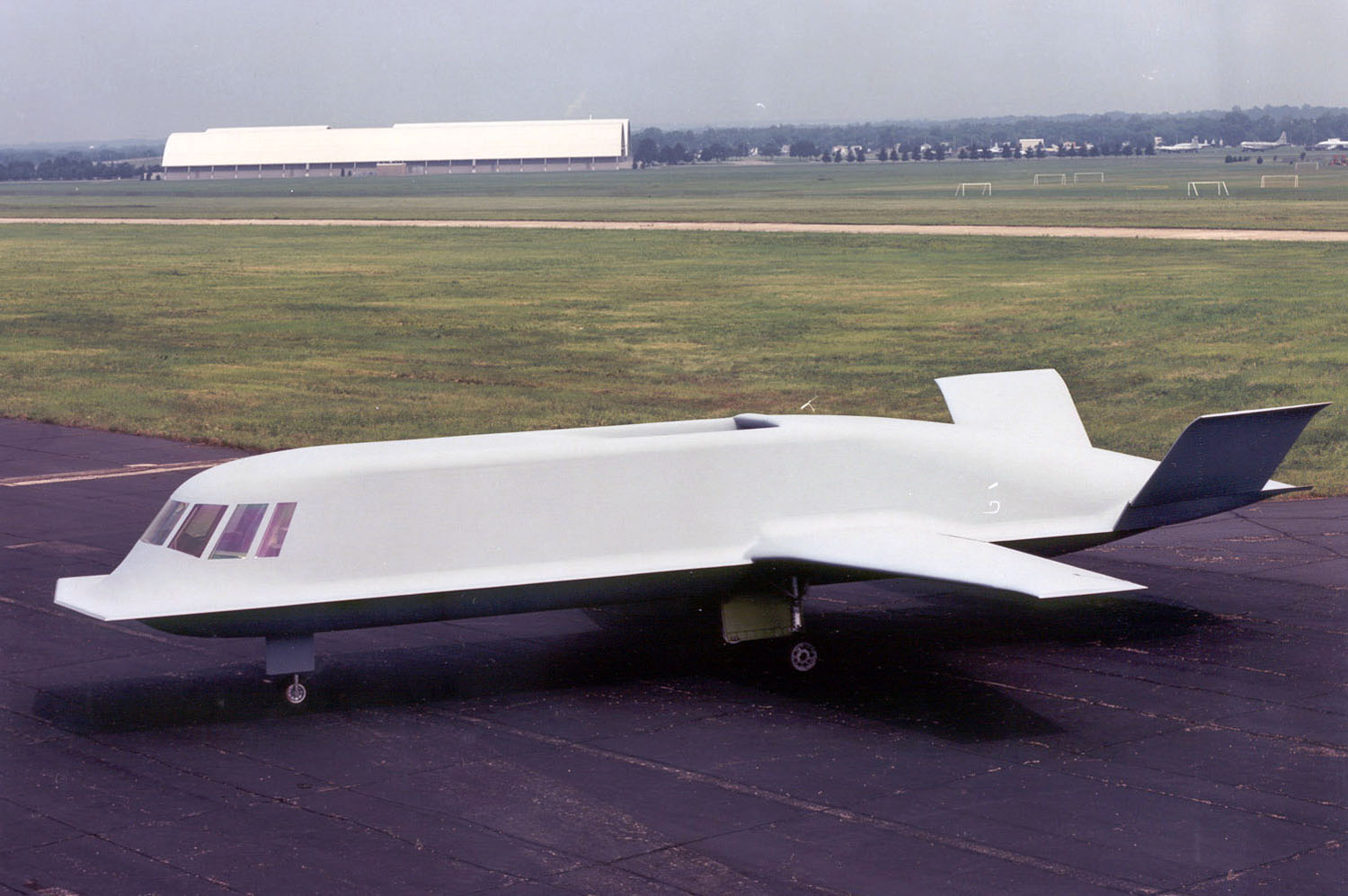
«Tacit Blue Whale» был одним из самых неустойчивых когда-либо летавших самолётов.

«Tacit Blue», прозванный «китом» (иногда его также называют «школьный автобус пришельцев» за его своеобразную форму), имел прямое крыло и V-образное оперение. Это был первый самолёт-невидимка с криволинейными поверхностями для уменьшения поперечного сечения. «Northrop» впоследствии использовала эту технологию скрытности на бомбардировщике B-2. Единственное входное отверстие в верхней части фюзеляжа обеспечивало поступление воздуха для двух турбовентиляторных двигателей. «Tacit Blue» использовала цифровую систему управления полётом с 4-кратным резервированием, чтобы стабилизировать самолёт вокруг его продольной и поперечной осей.
В 1996 году главный научный сотрудник проекта «Northrop B-2» Джон Кашен, говоря о «Tacit Blue», сказал: «Вы говорите о самолёте, который в то время, возможно, был самым нестабильным из когда-либо летавших самолётов».

## Испытания

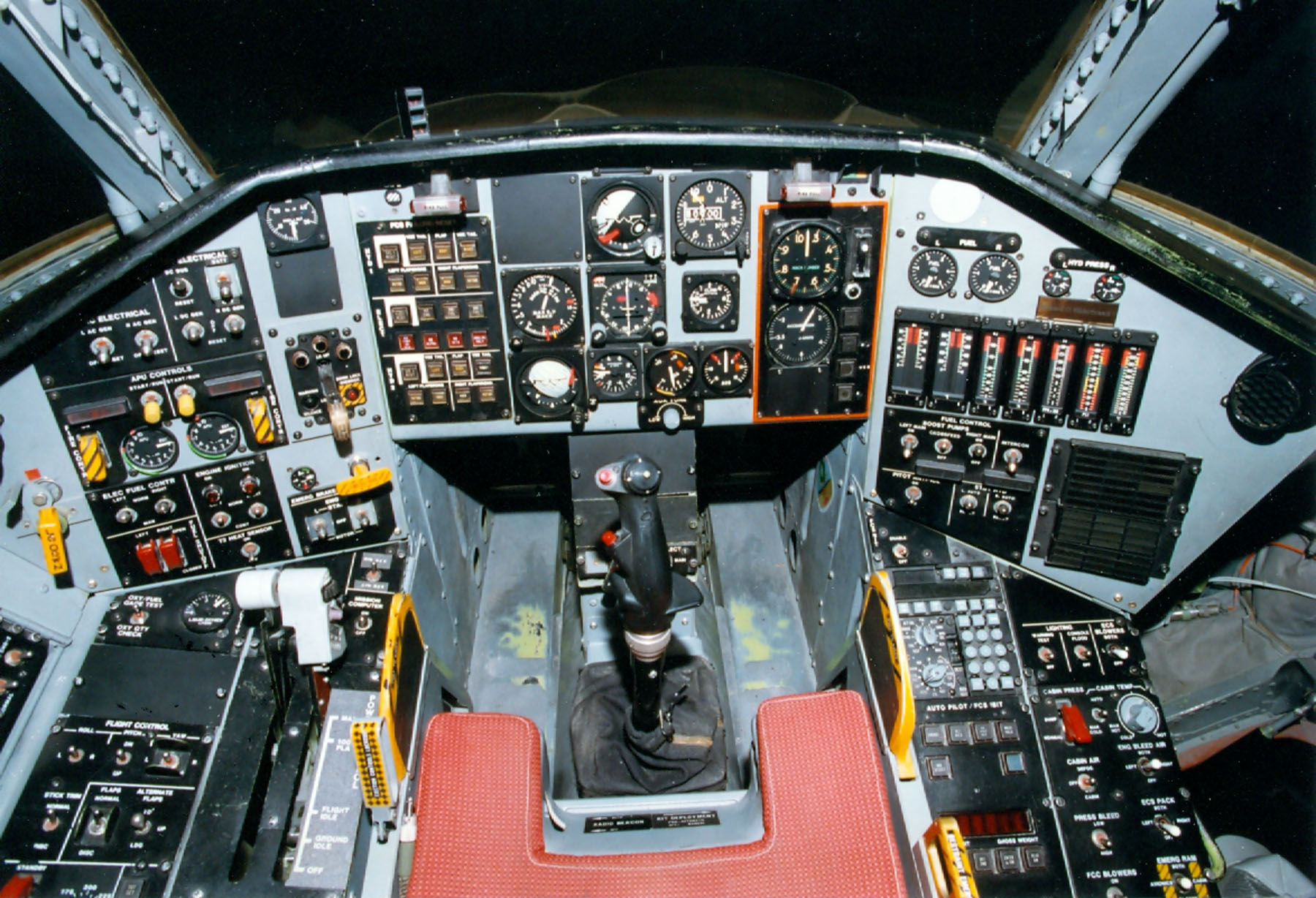
Кабина пилота «Northrop Tacit Blue».

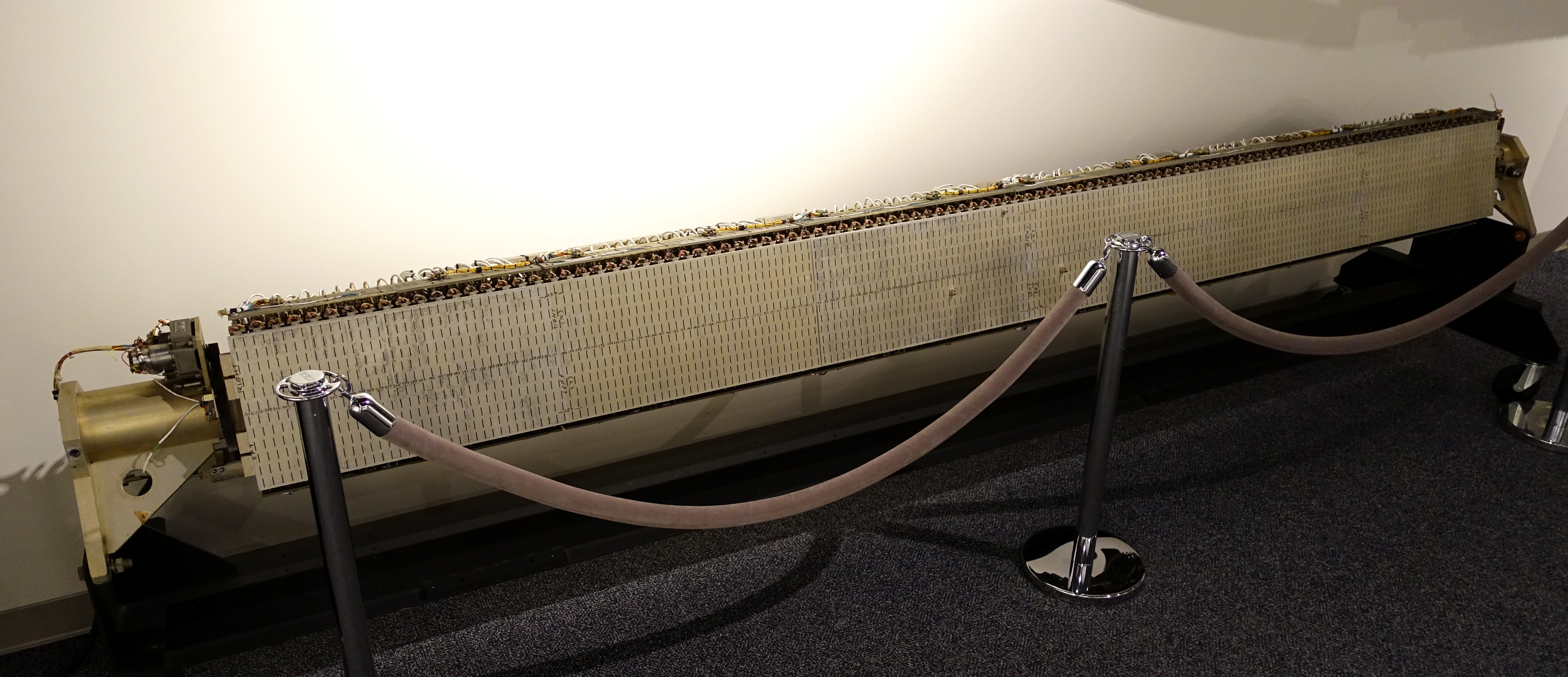
Антенна радара самолёта.

Самолёт совершил свой первый успешный полет 5 февраля 1982 года в Зоне 51, на озере Грум (штат Невада), под управлением летчика-испытателя «Northrop» Ричарда Томаса. На самолёте было совершено 135 полётов за три года. Самолёт часто выполнял три-четыре полёта в неделю, а иногда летал чаще, чем раз в день. В 1985 году, после достижения примерно 250 часов налёта, самолёт был помещён на хранение. В 1996 году, после рассекречивания «Tacit Blue», он был выставлен в Национальном музее ВВС США на базе ВВС Райт-Паттерсон, недалеко от Дейтона (штат Огайо), и экспонируется в четвёртом ангаре с июня 2016 года.

## Технические характеристики
- Экипаж — 1 человек;
- Длина — 17,02 м;
- Размах — 14,68 м;
- Высота — 3,23 м;
- Аэродинамический профиль — Clark Y mod[7];
- Максимальный взлётный вес — 13,6 т;
- Двигатели — два турбовентиляторных двигателя «Garrett ATF3-6» тягой (24,2 кН) каждый;
- Максимальная скорость — 460 км/ч;
- Рабочий потолок — 7600 — 9100 м;
- Тяговооружённость — 0,36.